# Diocesi di El Alto
La diocesi di El Alto (in latino Dioecesis Altana) è una sede della Chiesa cattolica in Bolivia suffraganea dell'arcidiocesi di La Paz. Nel 2023 contava 903.700 battezzati su 1.587.270 abitanti. È retta dal vescovo Giovani Edgar Arana.

## Territorio
La diocesi comprende le seguenti province del dipartimento boliviano di La Paz: Muñecas, Eliodoro Camacho, Manco Kapac, Omasuyos, Los Andes e Ingavi, nonché la parte della provincia di Pedro Domingo Murillo che si trova nell'altopiano boliviano, cioè la città di El Alto, la comunità di Zongo e parte della comunità di Achocalla.
Sede vescovile è la città di El Alto, dove si trova la cattedrale di Nostra Signora della Candelora.
Il territorio è suddiviso in 60 parrocchie.

## Storia
La diocesi è stata eretta il 25 giugno 1994 con la bolla Spirituali Christifidelium di papa Giovanni Paolo II, ricavandone il territorio dall'arcidiocesi di La Paz.

## Cronotassi dei vescovi
Si omettono i periodi di sede vacante non superiori ai 2 anni o non storicamente accertati.
- Jesús Juárez Párraga, S.D.B. (25 giugno 1994 - 2 febbraio 2013 nominato arcivescovo di Sucre)
- Eugenio Scarpellini † (25 luglio 2013 - 15 luglio 2020 deceduto)
- Giovani Edgar Arana, dal 30 marzo 2021[1]

## Statistiche
La diocesi nel 2023 su una popolazione di 1.587.270 persone contava 903.700 battezzati, corrispondenti al 56,9% del totale.
| anno | popolazione | popolazione | popolazione | presbiteri | presbiteri | presbiteri | presbiteri                | diaconi | religiosi | religiosi | parrocchie |
| anno | battezzati  | totale      | %           | numero     | secolari   | regolari   | battezzati per presbitero | diaconi | uomini    | donne     | parrocchie |
| ---- | ----------- | ----------- | ----------- | ---------- | ---------- | ---------- | ------------------------- | ------- | --------- | --------- | ---------- |
| 1999 | 617.828     | 1.002.800   | 61,6        | 57         | 26         | 31         | 10.839                    | 18      | 44        | 145       | 46         |
| 2000 | 617.828     | 1.002.800   | 61,6        | 60         | 29         | 31         | 10.297                    | 20      | 44        | 145       | 46         |
| 2001 | 700.000     | 1.003.000   | 69,8        | 62         | 30         | 32         | 11.290                    | 20      | 45        | 145       | 49         |
| 2002 | 690.000     | 1.010.000   | 68,3        | 69         | 29         | 40         | 10.000                    | 25      | 53        | 145       | 50         |
| 2003 | 700.000     | 1.100.000   | 63,6        | 63         | 27         | 36         | 11.111                    | 26      | 46        | 123       | 50         |
| 2004 | 900.000     | 1.100.000   | 81,8        | 58         | 22         | 36         | 15.517                    | 30      | 48        | 123       | 50         |
| 2006 | 905.000     | 1.220.000   | 74,2        | 46         | 28         | 18         | 19.673                    | 22      | 28        | 132       | 54         |
| 2013 | 1.026.000   | 1.367.000   | 75,1        | 60         | 44         | 16         | 17.100                    | 40      | 20        | 105       | 58         |
| 2016 | 919.065     | 1.431.914   | 64,2        | 62         | 44         | 18         | 14.823                    | 43      | 22        | 25        | 59         |
| 2019 | 959.800     | 1.495.440   | 64,2        | 56         | 41         | 15         | 17.139                    | 38      | 18        | 28        | 58         |
| 2021 | 877.200     | 1.538.240   | 57,0        | 57         | 42         | 15         | 15.389                    | 43      | 18        | 17        | 58         |
| 2023 | 903.700     | 1.587.270   | 56,9        | 57         | 42         | 15         | 15.854                    | 47      | 18        | 14        | 60         |